# Увалобитиинское сельское поселение
Увалобитиинское се́льское поселе́ние — муниципальное образование в Саргатском районе Омской области Российской Федерации.
Административный центр — деревня Увальная Бития.

## История
Статус и границы сельского поселения установлены Законом Омской области от 30 июля 2004 года № 548-ОЗ «О границах и статусе муниципальных образований Омской области».

## Население
| 2010 | 2011 | 2012 | 2013 | 2014 | 2015 | 2016 |
| ---- | ---- | ---- | ---- | ---- | ---- | ---- |
| 915  | ↘911 | ↘900 | ↘861 | ↘846 | ↘827 | ↘822 |
| 2017 | 2018 | 2019 | 2020 | 2021 | 2023 |      |
| ↘791 | ↗800 | ↘787 | ↘783 | ↘676 | →676 |      |

## Состав сельского поселения
| № | Населённый пункт | Тип населённого пункта          | Население |
| - | ---------------- | ------------------------------- | --------- |
| 1 | Аксёново         | деревня                         | ↘123      |
| 2 | Калачёвка        | деревня                         | ↘139      |
| 3 | Нижняя Бития     | деревня                         | ↘52       |
| 4 | Увальная Бития   | деревня, административный центр | ↘601      |